# Sikelia Productions
Sikelia Productions, voorheen Cappa Productions (of Cappa Films), is een Amerikaans productiebedrijf dat hoofdzakelijk films, televisieseries en documentaires maakt. Het werd opgericht door filmregisseur Martin Scorsese.

## Geschiedenis
In 1989 richtte Martin Scorsese met Cappa Productions zijn eigen productiebedrijf op. Cappa verwees naar zijn moeder Catherine Cappa, die regelmatig in zijn films meespeelde. In de jaren 1990 werkte ook zijn (ex-)echtgenote Barbara De Fina als producente voor het bedrijf. De twee brachten soms ook films uit onder het label De Fina–Cappa.
Begin jaren 1990 sloot het bedrijf een samenwerkingscontract met Universal Pictures. In 1996 werd de deal stopgezet en begon het bedrijf op aangeven van Michael Ovitz, de vroegere agent van Scorsese, een samenwerking met Disney.
In 2003 werd de naam van het bedrijf veranderd in Sikelia Productions. Sikelia is de Griekse naam voor Sicilië, de Italiaanse regio vanwaar de grootouders van Scorsese afkomstig waren. In de jaren 2010 had het bedrijf een samenwerkingsovereenkomst met Paramount Pictures. In 2020 begon Sikelia een samenwerking met Apple.

## Bekende medewerkers
- Martin Scorsese
- Barbara De Fina
- Emma Tillinger Koskoff

## Producties

### Films (selectie)
- Cape Fear (1991)
- The Age of Innocence (1993)
- Casino (1995)
- Grace of My Heart (1996)
- Kicked in the Head (1997)
- Kundun (1997)
- The Hi-Lo Country (1998)
- Bringing Out the Dead (1999)
- You Can Count on Me (2000)
- Rain (2001)
- Brides (2004)
- Lymelife (2008)
- Shutter Island (2010)
- The Wolf of Wall Street (2013)
- The Family (2013)
- Silence (2016)
- Bleed for This (2016)
- A Ciambra (2017)
- The Souvenir (2019)
- Port Authority (2019)
- The Irishman (2019)
- Die, My Love (2025)

### Televisie (selectie)
- Boardwalk Empire (2010–2014)
- Vinyl (2016)

### Documentaire (selectie)
- Il mio viaggio in Italia (1999)
- The Soul of a Man (2003)
- No Direction Home: Bob Dylan (2005)
- A Letter to Elia (2010)
- George Harrison: Living in the Material World (2011)
- Rolling Thunder Revue: A Bob Dylan Story by Martin Scorsese (2019)